# Trióxido de boro
O óxido de boro é um composto químico, apresentando-se como um sólido inodoro, incolor ou branco, também conhecido como trióxido de diboro ou trióxido de boro, cuja fórmula é B2O3.

## Aplicações
- Agente vitrificante para  vidro e cerâmica.
- Material reagente para a síntes de outros compostos de boro, como o carbeto de boro.
- Como aditivo usado nas fibras de vidro ( fibra óptica)
- Usado na produção de vidro borossilicato.
- Foi um dos primeiros produtos usados para a obtenção do boro. O método usado era a redução do trióxido de boro com metais como  magnésio ou alumínio, porém,  o produto resultante quase sempre estava contaminado.

## Obtenção
O trióxido de boro é obtido pela desidração térmica do ácido bórico:
2 H3BO3 + 190,5 kJ → B2O3 + 3 H2O